# جزيرة كايو أنغين غينتينغ
جزيرة كايو أنغين غينتينغ وهي جزيرة من جزر إندونيسيا، وتقع في إقليم جاكارتا، في بولاو سيريبو ضمن شمال الجزر الألف.